# Krigsåret 1742

## Pågående krig
- Hattarnas ryska krig (1741 - 1743)[1]
  - Ryssland på ena sidan
  - Sverige på andra sidan
- Korsikanska upproret (1733-1743)[2]
- Kriget om kapten Jenkins öra (1739 - 1748)
  - Spanien på ena sidan.
  - Storbritannien på andra sidan.
- Österrikiska tronföljdskriget (1740 - 1748)[3]
  - Österrike, Storbritannien, Förenade Nederländerna, Sachsen, Sardinien och Ryssland på ena sidan.
  - Preussen, Frankrike, Spanien, Bayern och Neapel på andra sidan.

### Fotnoter
1. ↑  ”WHKMLA”. http://www.zum.de/whkmla/military/18cen/russwed174143.html. Läst 30 juni 2011.
2. ↑  ”WHKMLA”. http://www.zum.de/whkmla/military/18cen/corsica17551769.html. Läst 30 juni 2011.
3. ↑  ”World Statesmen”. http://www.worldstatesmen.org/WARS.html. Läst 28 juni 2011.